# 허난성 (중화민국)

허난 성의 위치

허난성(중국어: 河南省, 한국어: 하남성)은 1912년부터 1949년까지 존재했던 중화민국의 성으로 면적은 165,141km2이다. 동쪽으로는 산둥 성과 안후이 성, 북쪽으로는 산시 성(산서성)과 허베이 성, 남쪽으로는 후베이 성, 서쪽으로는 산시 성(섬서성)과 접하고 있었다. 111개 현을 관할하였다.
성도는 카이펑 현(開封縣)이었지만 중일 전쟁 시기였던 1938년 6월에는 전핑 현(鎭平縣), 1939년 10월에는 뤄양 현(洛陽縣), 1942년 4월에는 루산 현(魯山縣), 1942년 5월에는 네이샹 현과 루스 현으로 이전했다. 1945년부터 1949년 중국 공산당에 장악될 때까지는 다시 카이펑 현을 성도로 했다.